# Pflanzenfresser

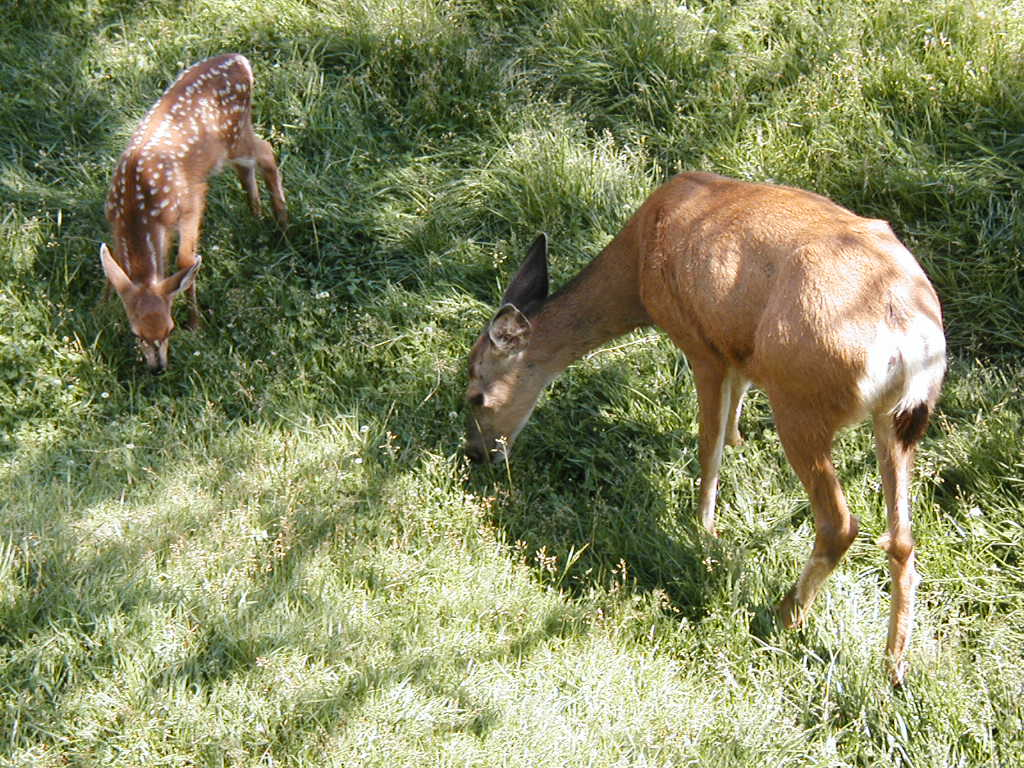
Hirschkuh mit Kalb beim Äsen

Pflanzenfresser sind als Primärkonsumenten eine der Gruppen, in die die Ökologie die Konsumenten einteilt. Die nächsthöhere trophische Ebene stellen die Fleischfresser dar, welche die Pflanzenfresser jagen und fressen und als Sekundärkonsumenten bezeichnet werden.
Synonym spricht man bei Pflanzenfressern unabhängig von der Systematik überwiegend von Herbivoren (lat. herba ‚Kraut‘ und vorare ‚verschlingen‘) oder Plantivora, wobei Kleinlebewesen eher die Bezeichnung Phytophagen (griech. phyton ‚Pflanze‘ und phagein ‚essen‘) tragen.

## Eigenschaften
Zu den Pflanzenfressern gehören alle Tiere, die sich hauptsächlich von Pflanzen ernähren. Je nach Definition werden Arten angefügt, die sich teilweise auch von Pilzen, Protisten oder Bakterien ernähren, sich somit also von der Biomasse unterer Trophieniveaus ernähren. Ausschließlich bzw. spezialisiert pilzfressende Arten (Mycetophage) oder bakterienfressende Arten (Bakteriovore: der Begriff Bakteriophage wird wegen der Verwechslungsgefahr mit Bakteriophagen, d. h. Viren, vermieden) gehören zur Saprophagen-Nahrungskette und werden nicht als Pflanzenfresser betrachtet. Früher war diese Unterscheidung allerdings nicht üblich, weil Pilze und Bakterien lange Zeit als Teil des Pflanzenreichs betrachtet wurden (erhalten hat sich stellenweise der Ausdruck Mikrophytophage). Arten, die sich sowohl von tierischer wie auch von pflanzlicher Biomasse ernähren, werden als Allesfresser (oder Omnivore) bezeichnet.
Bei der Betrachtung von Pflanzenfressern können zwei Betrachtungsebenen unterschieden werden:
1. Von der einzelnen Art her sind Pflanzenfresser solche Arten mit einer besonderen Anpassung an die Aufnahme pflanzlicher Substanz. Dies betrifft morphologische Anpassungen (z. B. besonders ausgebildete Zähne), physiologische Anpassungen (z. B. Symbiose mit Bakterien im Verdauungstrakt), Verhaltensanpassungen (z. B. im Nahrungswahlversuch).
2. Vom Ökosystem her sind Pflanzenfresser solche Arten der zweiten trophischen Ebene (Primärkonsumenten) innerhalb des Lebendfresser-Subsystems, d. h. nur bei Konsumption lebender Biomasse. Arten, die sich z. B. von abgestorbenem Laub am Waldboden ernähren, gehören zu den Saprobionten und sind keine Pflanzenfresser.

Pflanzenfresser sind also die Primärkonsumenten. Da sie andererseits aber auch als Nahrung für Carni- und Omnivore (Fleischfresser bzw. Allesfresser) dienen, kann man sie auch als Sekundärproduzenten bezeichnen. (genauer: Sekundärproduzenten der ersten Ebene/des ersten Trophieniveaus). Der Unterschied besteht hier nur im Blickwinkel bzw. in der Betrachtungsebene.

## Einteilungen
Pflanzenfresser existieren in einer Vielzahl unterschiedlicher Spezialisierungen und Anpassungen. Je nach Ernährungstyp lassen sie sich in unterschiedliche Gruppen einteilen:
Nach der Ernährungsweise:
- Ektophage sind beißende oder kauende Arten, die z. B. Blätter abbeißen. Der Ausdruck ist v. a. bei Wirbellosen gebräuchlich,
- Filtrierer sind aquatische Arten, die entweder passiv (durch Ausnutzen der Strömung) oder aktiv (indem sie selbst eine Wasserströmung erzeugen) Partikel aus dem Wasser ausfiltern und sich davon ernähren. Phytophage Filtrierer wären streng genommen nur solche, die sich ausschließlich oder überwiegend von einzelligen Algen (Phytoplankton) ernähren,
- Gallbildner geben hormonell wirkende Substanzen ab, die die Pflanze zur Bildung von Wucherungen (Pflanzengallen) anregen, von deren Gewebe sie leben,
- Minierer sind Arten, die im Inneren von Pflanzengewebe leben und z. B. Gänge in Blätter fressen, wobei die äußere Hülle (Epidermis) intakt bleibt,
- Pflanzensauger stechen lebendes Pflanzengewebe an. Je nach genutztem Gewebe weiter unterteilbar (Xylemsauger, Phloemsauger, Parenchymsauger),

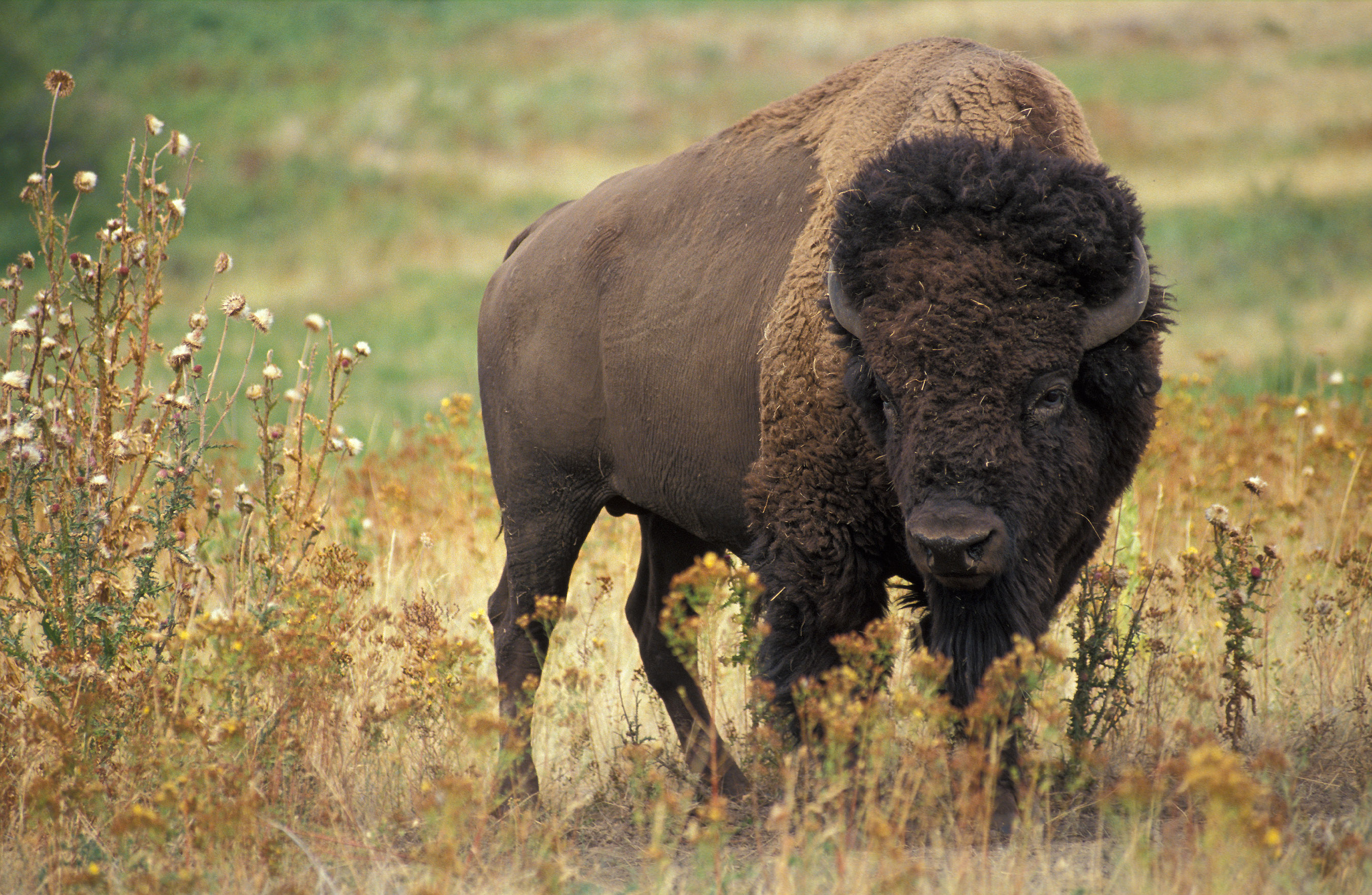
Ein Bison – ein typischer Weidegänger

- Ein Bison – ein typischer WeidegängerWeidegänger sind Arten, die flächige Rasen oder Matten von Pflanzenarten abweiden.

Nach der Spezialisierung auf Pflanzenorgane:
- Blattfresser (Phyllophage),
- Blütenbesucher mit Ernährung von Pollen und Nektar. Dies umfasst symbiontisch angepasste Bestäuber, aber auch zahlreiche andere,
- Holzfresser (Xylophage). Holz umfasst lebende und tote Substanz. Aufgrund der schwierigen Verdaulichkeit können viele Holzfresser es nur mit Hilfe von speziellen Pilz- oder Bakterienarten aufschließen, mit denen sie häufig symbiontische Lebensgemeinschaften bilden. Innerhalb der Pflanzenfresser sind sie deshalb ein Sonderfall und werden häufig gesondert betrachtet,
- Samenfresser ernähren sich v. a. von Samen oder Früchten und
- Wurzelfresser (Rhizophage).

Nach der Spezialisierung auf Pflanzenarten:
Generell werden Arten mit enger Spezialisierung auf eine oder wenige Pflanzenarten (Monophage), Arten mit mittlerer Spezialisierung, z. B. auf Pflanzenfamilien (Oligophage) und Generalisten (Polyphage) unterschieden. Spezielle Strategien sind z. B. grasfressende Arten (Graminivore).
Die genannten Kategorien werden zur Charakterisierung der ökologischen Nische einer Art kombiniert. Beispiele:
- „Drahtwurm“ (Larve des Schnellkäfers Agriotes lineatus): omnivor, rhizophag, polyphag.
- Rind (Bos primigenius taurus): polyphager Weidegänger,
- Schwarze Bohnenblattlaus (Aphis fabae): ektophag saugend (Phloemsauger), polyphager Wirtswechsler (d. h. verschiedene Generationen saugen an unterschiedlichen Arten),
- Streifenwanze (Graphosoma lineatum): saugend, an Pflanzensamen, oligophag an Doldenblütlern (Apiaceae),
- Tabakblasenfuß (Thrips tabaci) ektophag saugend (Parenchymsauger), polyphag, blattsaugend.

Einige Kombinationen kommen in der Natur allerdings bevorzugt, andere gar nicht oder nur als extreme Ausnahme vor:
Filtrierer, Weidegänger und Holzfresser sind z. B. (fast) immer polyphag. Sehr viele Arten unterscheiden hier auch nicht zwischen lebender und toter Biomasse bzw. gehören teilweise zur sekundären und tertiären trophischen Ebene der Nahrungskette. Aquatische Weidegänger weiden meist Biofilme ab, die neben Algen auch Bakterien und Pilze enthalten, ohne zwischen diesen zu unterscheiden.
Phytophage Arten machen einen erheblichen Anteil der Artenvielfalt der Erde aus. Für die Gesamtartenzahl am bedeutsamsten sind aufgrund ihrer generell hohen Artenzahlen die Insekten. Besonders bedeutsam wird dabei die Rolle der mono- und oligophagen Spezialisten auf tropischen Pflanzenarten eingeschätzt. Je nachdem, wie hoch der Anteil dieser (sehr schlecht erforschten) Gruppe eingeschätzt wird, ergeben sich dramatisch unterschiedliche Schätzungen für die Gesamtartenzahl.
Bei den Säugetieren sind artenreiche Ordnungen und Überordnungen wie die Huftiere, die Hasenartigen (Lagomorpha) oder die Nagetiere (Rodentia) ausschließlich oder weit überwiegend Pflanzenfresser. Die (Über-)Ordnung der Primaten, zu der der Mensch gehört, umfasst besonders viele Omnivore (wie den Menschen selbst). Daneben kommen fast rein phytophage Arten wie die Gorillas vor.

## Einfluss des Körpergewichts auf die Ökologie
Bei herbivoren Säugern ist das Körpergewicht ein ausschlaggebender Faktor für die Ökologie und damit für das Verhalten des Tieres (Allometrie). Eine einfache Anwendung des Körpergewichts ist beispielsweise die Berechnung des Stoffwechsel-Grundumsatzes mit Hilfe von Kleibers Gesetz. Darauf aufbauend haben Wissenschaftler weitere Abhängigkeiten von Herbivoren von ihrem Körpergewicht gefunden. Beispiele dafür sind:
- Auswahl von Pflanzen mit unterschiedlichem Nährstoffgehalt (Qualität): Kleine herbivore Säuger wählen vor allem Pflanzen(teile) mit hohem Nährstoffgehalt als Futter aus.[2] Mit steigendem Körpergewicht tolerieren die Herbivoren auch Pflanzen mit niedrigerem Nährstoffgehalt, benötigen aber dann sehr viel mehr Futtermasse.[3] Dies wird auch als Jarman-Bell Prinzip bezeichnet.[4][5]
- Einfluss von Prädatoren: Mit steigender Körpermasse einer Herbivorenart sinkt die Zahl ihrer Prädatorenarten.[6] Megaherbivoren (Adultgewicht mehr als 1000 kg; z. B. Elefant und Rhinozeros) haben nahezu keine natürlichen Feinde.[6][7]

Unabhängig vom Körpergewicht kann der Verdauungsapparat (Wiederkäuer oder Enddarmfermentierer) ebenfalls große Auswirkungen auf die Ökologie und das Verhalten eines Herbivoren haben. So haben z. B. Zebra (Enddarmfermentierer) und Gnu (Wiederkäuer), trotz eines ähnlichen Körpergewichts, völlig verschiedene geographische Verteilungsmuster und Auswahlmechanismen ihres Futters.

## Gebiss
Die herbivoren Säugetiere zeichnen sich aus durch breite Schneidezähne, mit denen sie die Pflanzen abschneiden, reduzierte bis fehlende Eckzähne, molarisierte Prämolaren und Backenzähne, mit denen sie die Nahrung zermahlen. Transversale Kaubewegungen sind (auch wegen der fehlenden Eckzähne) möglich und notwendig zum Zermahlen. Auch kommen zahnfreie Abschnitte vor und oft ein frontal verlängerter Schädel.
Aufgrund der rauen Fasern von Gräsern haben grasfressende Säugetiere speziell ausgebildete, hypsodonte Zähne, die im Vergleich zu anderen Herbivorenzähnen höher sind und lebenslang nachwachsen können. So ist es den Grasfressern möglich, trotz des Abschleifens der Zähne durch ihre Nahrung, Gras dauerhaft als Hauptnahrungsquelle zu nutzen. Zwar ist Hypsodontie ein häufiges Merkmal von Grasfressern, doch da diese Art von Zähnen auch bei anderen Pflanzenfressern vorkommen kann, ist dies kein eindeutiges Indiz.
Dem hypsodonten Gebiss steht die brachydonte Bezahnung vieler Laubfresser gegenüber, die eher klein und nicht nachwachsend ist. Dieses Gebiss ist darauf ausgelegt Baumblätter und Zweige zu zermahlen. Würde ein brachydonter Pflanzenfresser dauerhaft raue Grasfasern verzehren, würden sich seine Zähne mit der Zeit abnutzen.